# Petacas
Le Petacas est un volcan de Colombie constitué d'un dôme de lave.